# Hennadij Bilitschenko

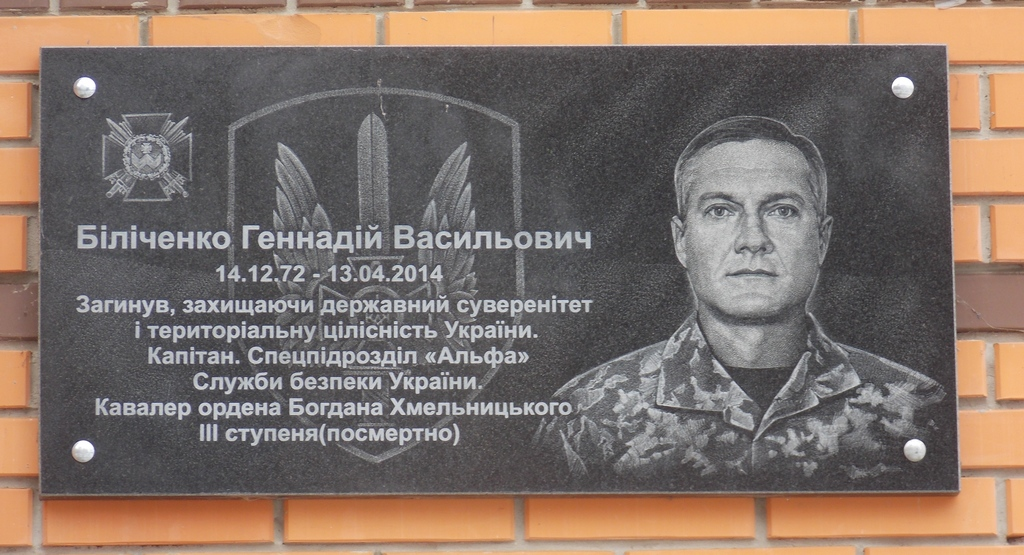
Gedenktafel für Hennadij Bilitschenko in Poltawa

Hennadij Wassyljowytsch Bilitschenko (ukrainisch Геннадій Васильович Біліченко, * 14. Dezember 1972 in Qamysty, Gebiet Qostanai, Kasachische SSR; † 13. April 2014 bei Slowjansk, Oblast Donezk, Ukraine) war ein Offizier des ukrainischen Inlandsgeheimdienstes. Er war der erste ukrainische Militärangehörige, der durch die Kampfhandlungen im Krieg im Donbas getötet wurde.

## Leben
Nachdem er seinen Militärdienst abgeleistet und sein Studium an der Technischen Universität für Transportwesen in Babrujsk absolviert hatte, zog er 1994 nach Hoschuly um, wo seine Eltern gewohnt haben.
1995 begann er seine Karriere als Einsatzfahrer der Spezialeinheit Alfa des ukrainischen Inlandsgeheimdienstes (SBU) in der Region Poltawa. Später wurde er zum Hauptmann befördert und leitete seine eigene Einheit. Während seiner Dienstzeit nahm er an 180 Kampfeinsätzen, Zeugenschutzmaßnahmen und Festnahmen bewaffneter Krimineller teil.
Er wurde zu Beginn der Eskalation der Ereignisse in Donezk und Luhansk in die Ostukraine geschickt. Am 13. April 2014 nahm er an einer Mission teil, bei der SBU-Offiziere die Verwaltungsgebäude in Slowjansk von russischen Terroristen befreien sollten und in einen Hinterhalt kamen. Während die Offiziere mit der örtlichen Bevölkerung verhandelten, kam ein Fahrzeug eines Trupps von Separatisten auf sie zu, der sie mit automatischen Waffen beschoss. Bilitschenko wurde dabei getötet. Die ukrainische Generalstaatsanwaltschaft leitete ein strafrechtliches Ermittlungsverfahren wegen Terrorismus und Mord. Der Leiter des Trupps, der die ukrainischen Offiziere angegriffen hat, war Serhij Schurikow, der zusammen mit anderen Separatisten in der Residenz eines Erzpriesters der Kirche des Moskauer Patriarchats in Slowjansk untergebracht war und bis dahin für das Kiewer Höhlenkloster im Sicherheitsdienst und als freischaffender Küster gearbeitet hatte. Igor Girkin war der Hauptorganisator des Angriffs. In einem Bericht sprach er darüber, dass er Bilitschenko „zerhackt“ hat.
Bei der Abschiedszeremonie für Bilitschenko am 15. April war Vize-Ministerpräsident Witalij Jarema anwesend.
Am 20. Juni 2014 wurde Bilitschenko durch ein Dekret des Präsidenten der Ukraine posthum der Bohdan-Chmelnyzkyj-Orden verliehen.
Eine Gedenkstätte wurde am Ort seines Todes errichtet und einer der Kurse an der Nationalen Akademie des SBU in Kiew ist nach ihm benannt. Am 8. Dezember 2014 wurde eine Gedenktafel für Bilitschenko in Poltawa angebracht.